# Henri Cazalis
Pour les articles homonymes, voir Cazalis, Jean Caselli et Caselli.
Henri Cazalis, né à Cormeilles-en-Parisis (Val-d'Oise) le 9 mars 1840 et mort à Genève (Suisse) le 1er juillet 1909, est un médecin et poète symboliste français. Il se fait connaître sous le pseudonyme de Jean Caselli et, surtout, de Jean Lahor.

## Biographie
Docteur respecté, il a pour patients Maupassant et Verlaine. 
Poète symboliste attiré par les images de la mort, il combine littérature et carrière médicale. Eugéniste, il se prononce dans son ouvrage intitulé "Science et mariage" pour l'adoption d'une loi qui interdirait aux personnes souffrant d'une maladie héréditaire de se marier, car il est convaincu que cette sélection matrimoniale permettra de donner naissance à une "race supérieure". 
Surnommé «l’Hindou du Parnasse contemporain» (au vu de son penchant pour la pensée et le mysticisme oriental), il fréquente les Parnassiens, se lie avec Mallarmé et forme avec Sully-Prudhomme la Société de Protection des Paysages et de l’Esthétique de la France. 
Il est surtout connu pour ses recueils de poésies Le Livre du Néant et L’Illusion.
L’Académie française lui décerne le prix Archon-Despérouses en 1889 et le prix Vitet en 1900
Il est enterré à Ferney-Voltaire.
Il a également traduit et publié les quatrains du poète iranien Khayyam en français.

## Œuvres
Ouvrages publiés sous le pseudonyme de Jean Caselli :
- Les Chants populaires de l’Italie, texte et traduction, (Bruxelles, 1865).

Ouvrages publiés sous le nom de Henri Cazalis :
- Melancholia, poésies (Lemerre, Paris, 1868) ;
- Le Livre du Néant, prose (Lemerre, Paris, 1872) ;
- Étude sur Henry Regnault, sa vie et son œuvre (Paris, 1872).

Ouvrages publiés sous le pseudonyme de Jean Lahor :
- L’Illusion, poésies (Lemerre, Paris, 1875) ;
- Le Cantique des Cantiques, traduction en vers d’après la version de M. Reuss (Lemerre, Paris, 1885) ;
- L’Illusion, poésies complètes, ouvrage couronné par l’Académie française (Lemerre, Paris, 1888) ;
- Les Grands Poèmes religieux et philosophiques, 1re série de L’Histoire de la littérature hindoue (Charpentier-Fasquelle, Paris, 1888) ;
- L'Enchantement de Siva, (Paris, la "Revue bleue" , 1891) ;
- Les Quatrains d’Al-Ghazali, poésies (Lemerre, Paris, 1896) ;
- La Gloire du néant, prose (Lemerre, Paris, 1896) ;
- William Morris et le Mouvement nouveau de l’art décoratif (Eggimann, Genève, 1897) ;
- L’Art nouveau, son Histoire, L’Art nouveau à l’Exposition, L’Art nouveau au point de vue social (Lemerre, Paris) ;
- L’Art pour le peuple à défaut de l’Art par le peuple, brochure (librairie Larousse, Paris) ;
- Une Société à créer pour la protection des paysages, brochure (Lemerre, Paris) ;
- Les Habitations à bon marché et un Art nouveau pour le peuple, brochure (Larousse, Paris, 1903).

Ouvrages publiés par le docteur Henry Cazalis :
- Contributions à la pathogénie de l’arthritisme (Doin, Paris) ;

- Science et Mariage, ouvrage couronné par l’Académie de médecine (Doin, Paris) ;
- Les Risques pathologiques du mariage, Les Hérédités morbides et un Examen médical avant le mariage, conférence à la Société médico-chirurgicale de Bradant, brochure (épuisée) ;
- Quelques Mesures très simples protectrices de la santé de la race, communication à l’Académie de médecine (Doin, Paris, 1904) ;
- L'alimentation à bon marché saine et rationnelle (Alcan, Paris,1908).

## Poésies mises en musique
Ses poèmes sont repris par de nombreux compositeurs, dont Saint-Saëns, Duparc, Chausson et Hahn.
La Danse Macabre, op. 40 de Camille Saint-Saëns est ainsi fondée sur le poème Égalité-Fraternité (1874).